# Vzpenjača na Grajskem griču (Budim)
Tirna vzpenjača na Grajskem griču ali Budavári Sikló je tirna vzpenjača v mestu Budimpešta na Madžarskem. Povezuje trg Adama Clarka in Széchenyjev verižni most na ravni reke z Budimskim gradom zgoraj.
Proga je bila odprta 2. marca 1870 in je od leta 1920 v občinski lasti. V drugi svetovni vojni je bila uničena in ponovno odprta 4. junija 1986. Značilnost proge sta dve brvi za pešce, ki se križata nad njo. Bili sta prisotni ob odprtju proge, odstranjeni so bili leta 1900, ko je bil grajski vrt razširjen, in obnovljeni po prvotni zasnovi leta 1983.

## Zgodovina
Tirna vzpenjača je bila zgrajena na pobudo Ödöna Széchenyija, sina madžarskega državnega reformatorja Istvána Széchenyija, na čigar predlog je bil zgrajen Budimpeštanski verižni most. Ödön Széchényi je načrtoval tirno vzpenjačo na podlagi Lyonske vzpenjače, zgrajene leta 1862, da bi omogočala lažji dostop do ministrstev na Grajskem griču.
23. oktobra 1869 je vzpenjača opravila prvo poskusno vožnjo in je bila odprta 2. marca 1870. Poganjal jo je parni stroj z dolinske postaje. Vagona sta prišla iz K.K. državno pooblaščeno podjetje za tovarno strojev in vagonov Johann Spiering z Dunaja. Podoben sistem je prej obstajal le v Lyonu. Železniško progo sta prvotno prečkali dve brvi za pešce, ki sta bili leta 1900 odstranjena zaradi širitve Burggartna. Leta 1983 sta bili obnovljeni po prvotnih načrtih.
Med drugo svetovno vojno je vzpenjačo v bitki pri Budimpešti 20. decembra 1944 zadelo več bomb. Gorska postaja v Szent György in tamkajšnje vozilo sta bila popolnoma uničena, vendar je dolinska postaja utrpela le manjšo škodo. Ker je obnovo Burgpalasta po vojni komunistično vodstvo le z obotavljanjem potisnilo naprej, je bila obnova vzpenjače sprva nepotrebna, še posebej, ker so od leta 1928 do grajskega griča tudi avtobusne povezave. V letih 1948 do 1949 so postopoma odstranili ostanke železnice; pa tudi edino nekoliko poškodovano dolinsko postajo.
Ko se je turizem v Budimpešti v 1960-ih ponovno povečal, so leta 1963 prvič razmišljali o rekonstrukciji vzpenjače. Leta 1965 je bil objavljen razpis, vendar je bil iz ekonomskih razlogov umaknjen. Razmere so se spremenile šele v 1980-ih, ko je bila obnova Budimskega gradu skoraj končana. Gradbena dela so se začela leta 1985 in so bila končana leto kasneje. Prej obstoječi parni stroj je zamenjal elektromotor, ki je nameščen v zgirnji postaji. Med izkopavanji, ki so potekala pred obnovo, so bile odkrite ruševine starega samostana in 19 topovskih krogel, večinoma iz časa turških vojn. 4. junija 1986 je vzpenjača ponovno začela obratovati.

## Tehnični podatki
Linija ima naslednje tehnične parametre:
- Dolžina: 95 metrov
- Višina: 51 metrov
- Naklon: 31,75°
- Vagona: 2
- Kapaciteta: 24 potnikov na vagon
- Konfiguracija: dvojni tir
- Največja hitrost: 1,5 metra na sekundo
- Tirna širina: 1435 mm standardne širine
- Vleka: elektrika
- Čas potovanja: 1 1/2 minute

## Delovanje
Vzpenjača prevozi razdaljo 95 metrov v 95 sekundah. Po rekonstrukciji leta 1986 je bil potovalni čas prvotno le 50 sekund. Leta 1988 pa je bila hitrost vagonov upočasnjena, da so lahko potniki dlje občudovali panoramo mesta. Vzpenjača vozi vsak dan od 8. do 22. ure in vozi redno, odvisno od števila obiskovalcev, vsakih 5 do 10 minut. Medtem ko so v 19. stoletju vzpenjačo uporabljali predvsem državni uradniki, jo danes uporabljajo skoraj izključno turisti. Vozili sta poimenovani po Margaretinem otoku (Margit) in hribu Gellért (Gellért) in lahko prevažata po 24 oseb. Leta 2019 je vzpenjačo uporabljalo več kot milijon potnikov.
Spodnja postaja je nasproti Széchenyjev verižni most na Clark Ádám tér, zgornja postaja je na Szent György tér na Grajskem griču v neposredni bližini Sándorjeve palače in Budimskega gradu.